# خیسانده

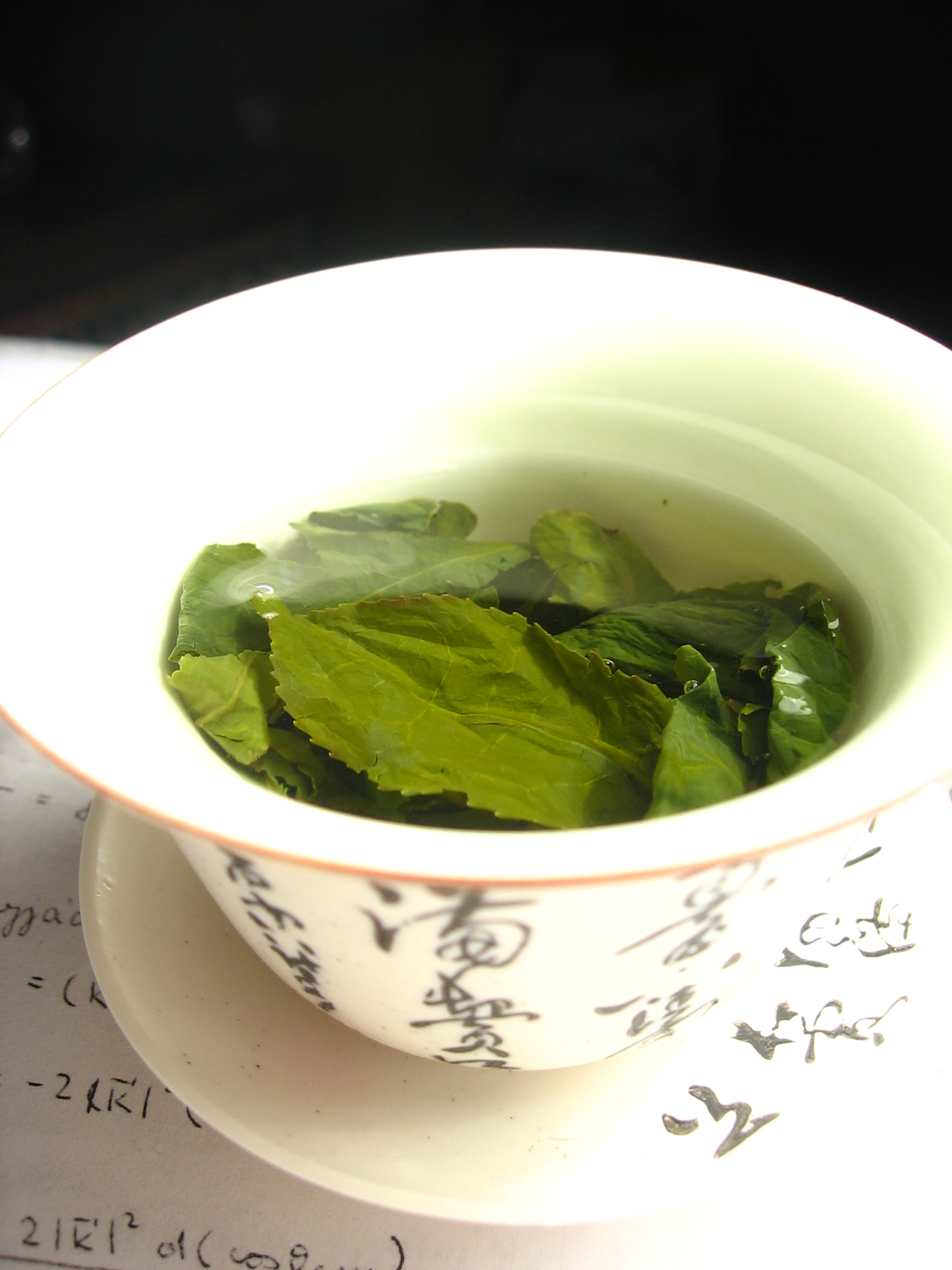
خیسانده

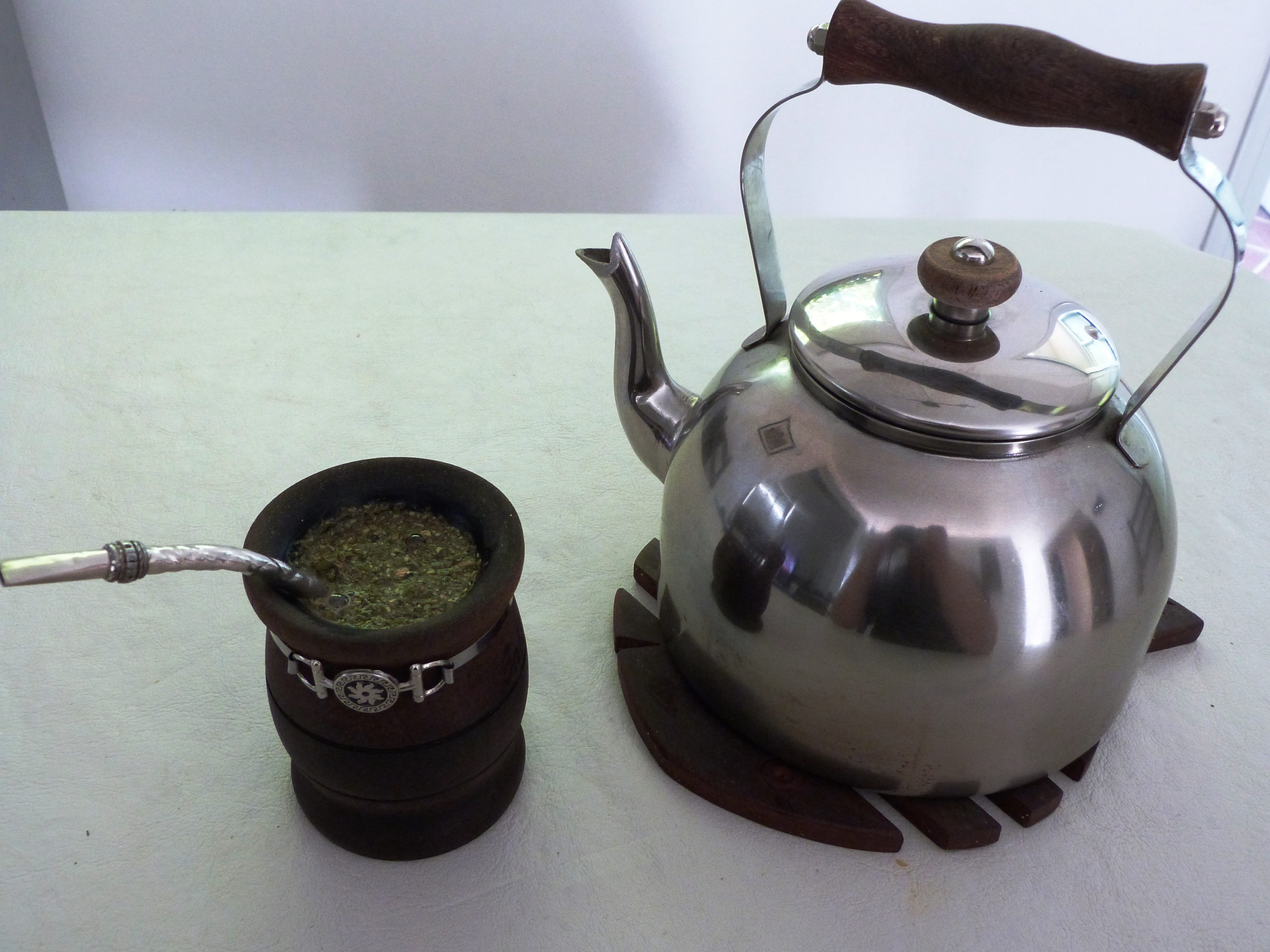
ماته

چکانش یا انفوزیون (به انگلیسی: infusion) در پزشکی به تزریق قطره‌ای ماده‌ای، مانند محلول نمکی یا قندی به سیاهرگ یا بافت را گویند.
معمولاً اصطلاح انفوزیون را برای داروهایی به کار می‌برند که تزریق وریدی سریع آنها موجب بروز عوارض می‌شود مانند نیتروگلیسیرین وریدی یا آمینوفیلین.
انفوزیون همچنین یک روش تولید چای گیاهی است.